# Geoffrey de Havilland
Sir Geoffrey de Havilland százados (High Wycombe, 1882. július 27. – Watford, 1965. május 21.) a repülés angol úttörője, repülőgép-tervező, az OM, CBE, AFC, RDI és FRAeS kitüntetések birtokosa. Az általa alapított repülőgépgyár gyártotta a Mosquitót, amelyet a valaha épített legsokoldalúbb harci repülőgépnek tartottak. Ő tervezte a Comet sugárhajtású utasszállító repülőgépet, amely az első ilyen repülőgép volt, amit sorozatban gyártottak.

## Fiatalkora
A Buckinghamshire-i High Wycombe-ban, a Magdala House-ban született, Charles de Havilland tiszteletes (1854–1920) és második felesége, Alice Jeannette (született Saunders) (1854–1911) második fiaként. A Nuneaton Grammar School-ban, majd Oxfordban a St. Edward’s Schoolban tanult. 1900 és 1903 között a Crystal Palace School of Engineering tanulója volt. A mérnökképzés befejezése után de Havilland a karrierjét az autó- és motorkerékpár építés területén kezdte. Először a motorgyártó Willans & Robinson of Rugbynél volt gyakornok, majd rajzolóként dolgozott a The Wolseley Tool and Motor Car Company Limited-nél, ahonnan egy év után kilépett. Ezután két évig dolgozott Walthamstow-ban a Motor Omnibus Construction Company Limited tervező irodájában. Ekkor tervezte az első repülőgép motorját, aminek a prototípusát a Willesden-i Iris Motor Companyval készíttetett el.
1909-ben megházasodott, és majdnem azonnal nekifogott a repülőgép-tervezésnek, építésnek és a repülésnek, aminek az életét szentelte.

## Repülős karrierje
De Havilland első repülőgépét két év alatt építette meg az anyai nagyapjától kölcsönzött pénzből. Az első nagyon rövid repülési kísérlet során 1909 decemberében Litchfield (Hampshire) közelében lezuhant. Új kétfedelű repülőgépet épített, első repülését ezzel egy Newbury melletti rétről hajtotta végre 1910 szeptemberében. Az eseményt jelenleg egy emléktábla jelzi. A következő tervek egyre sikeresebbek voltak: 1912-ben az általa tervezett repülővel, a B.E.2-vel új brit magassági rekordot állítottak fel 10500 lábon (3,2 km). Geoffrey volt a tervező és a bátyja, Hereward a tesztpilóta.
1910 decemberében de Havilland csatlakozott a HM Balloon Factoryhez, Fairnborough-ban, amiből a későbbi Royal Aircraft Factory lett. Második repülőjét, amelyen ő maga tanult repülni, eladta új munkaadójának 400 £-ért. Ez lett az F.E.1, a hivatalosan első Royal Aircraft Factory tervezésű gép. Az elkövetkező három évben de Havilland tervezett, vagy részt vett számos „gyári” kísérleti típus tervezésében. 1912. szeptember 2-án hadnaggyá nevezték ki a Királyi Repülő Hadtesthez (Royal Flying Corps) próbaidőre, ahol november 24-én tartalékos tiszt lett és december 25-én véglegesítették.
1913 decemberében de Havillandot kinevezték a Légügyi Ellenőrzési Igazgatóság repülőgép ellenőrének. A tervező munkát szomorúan otthagyva 1914 májusában bevonult és Hendonban, az Airco főkonstruktőre lett. Az Airco-nak sok repülőgépet tervezett, mindegyiket a nevének a kezdőbetűivel, D.H-val jelölve. Az első világháborúban sok, de Havilland tervezésű repülőgépet használtak a Royal Flying Corps, valamint a Royal Air Force kötelékeiben. A háború alatt de Havilland az RFC-ben szolgált. 1914. augusztus 5-én főhadnaggyá és ugyanezen dátummal az RFC-ben repülő tisztté léptették elő. Skócia keleti partvidékén, Montrose-ban állomásozott mint hadi szolgálatos tiszt. Egy Blériot géppel repülve a brit hajókat védelmezte a német tengeralattjárókkal szemben. Néhány hét után felmentették ebből a szolgálatból és visszatért az Airco-hoz. Ámbár névlegesen a háború végéig szolgálatban maradt. 1916. április 30-án századossá és a légierő alezredesévé léptették elő.
Munkáltatóját, az Airco-t 1920 elején megvásárolta egy fegyvergyártó csoport, a Birmingham Small Arms Company. Amikor azonban a vevő megismerte az Airco valós gazdasági helyzetét, ami a vásárlás elhibázott voltát bizonyította, 1920-ban leállította az Airco-t. De Havilland az Airco egyik korábbi tulajdonosának, George Holt Thomasnak a segítségével létrehozta a de Havilland Aircraft Company-t és alkalmazták néhány korábbi kollégájukat. Alan Butler részére készítettek egy repülőgépet, amivel a vevő nagyon elégedett volt, s ő biztosította a tőkét néhány épület és az Edgware melletti Stag Lane repülőtér megvásárlásához. Ezután Butler lett a cég elnöke. Az új helyen de Havilland a kollégáival számos repülőgépet tervezett és épített, köztük a Moth (Lepke) repülőgépcsaládot. De Havilland egyik feladata volt tesztpilótaként a gyártott gépek kipróbálása is.
1928-ban alapították meg a De Havilland Canada leányvállalatot, melynek a feladata lett a kanadai pilóták kiképzéséhez a Moth repülők gyártása. A II. világháború után ez a cég folytatta a működést, és sok belföldi típust tervezett és a gyártott, amelyek közül néhány nagyon sikeresnek bizonyult.
Az anyacég 1933-ban átköltözött a Hatfield repülőtérre, Hertfordshire-be.
1944-ben de Havilland kivásárolta a cégből a barátait és megvette a motortervező Frank Halfords tanácsadó cégét, s megalakította a de Havilland Engine Companyt, melynek Halford lett a vezetője. Korábban Halfords de Havilland számára sok motort tervezett, többek között a de Havilland Gipsyt és a de Havilland Gipsy Majort. Halfords első gázturbinás terve alapján készült a de Havilland Goblin, ami de Havilland első sugárhajtású gépének, a Vampire-nek volt az erőforrása.
A társaságot de Havilland ellenőrizte mindaddig, míg 1960-ban a Hawker Siddeley Company meg nem vette. Pénzügyi támogatója, Alan Butler 1950-ig, amikor visszavonult, nagyon elkötelezett elnök volt.

## Visszavonulása és halála
De Havilland a társaság működésében való aktív részvételből 1955-ben visszavonult, bár a társaság elnöke maradt. A repülést 70 éves koráig folytatta. Utoljára egy DH.85 Leopard Moth, G-ACMA gépen repült. 82 évesen hunyt el agyvérzésben 1965. május 21-én a Warford Peace Memorial Hospitalban, Hertfordshire-ben.

## Kitüntetései
De Havilland 1918-ban a születésnapi kitüntetések közül az OBE érdemrend katonai fokozatát, 1934-ben pedig szintén a születésnapi kitüntetések közül a CBE érdemrend polgári fokozatát kapta meg. 1919-ben az Újévi érdemrendek közül I. világháborús szolgálatáért elnyerte a Légierő Keresztet. (AFC)
1944-ben az újévi kitüntetések során nyerte el a lovagi rangot, és VI. György király 1945. február 15-én ütötte lovaggá a Buckingham Palotában. 1962 novemberében az Order of Merit (OM) tagjai közé nevezték ki. Számos nemzeti és nemzetközi tudományos és mérnöki társaság arany- és ezüstérmét kapta meg és választották ezek tiszteletbeli tagjuknak, s e kitüntetések között volt a Royal Aero Club aranyérme 1947-ben és 1963-ban újra. 1972-ben de Havilland bekerült a Nemzetközi Légi és Űrhajózási Hírességek Csarnokába. (International Air & Space Hall of Fame).
De Havilland szobrát 1997 júliusában állították fel a Hatfield-i Hertfordshire Egyetem College Lane kampuszának bejárata közelében. 1951-ben de Havilland adományozta a földterületet az A1-es út mellett Hertfordshire Megye Tanácsának az egyetem elődje, a Hatfield Technical College részére. A szobrot az Edinburugh-i herceg leplezte le.

## Családja
Olivia de Havilland és Joan Fontaine színésznők Georffrey de Havilland unokatestvérei voltak; de Havilland apja, Charles és a hölgyek apja, Walter féltestvérek voltak. Öccse, Hereward de Havilland szintén neves úttörője és tesztpilótája volt a repülésnek. Sir Anthony de Havillend (1969–) James de Havilland (1553–1613) közvetlen leszármazottja. James de Havilland Guernsey-ből vándorolt a dorset-i Poole-ba, ahol kereskedési engedélyt kapott.
1909-ben Geoffrey de Havilland feleségül vette Louise Thomast, aki korábban de Havilland nővéreinek nevelőnője volt. Három fiuk született, Peter, Geoffrey és John. Közülük ketten tesztpilótaként de Havilland repülőkben életüket vesztették. A legifjabb fiú, John 1943-ban halt meg egy légi karambol során, melyben két Mosquito is részes volt. Az ifjú Geoffrey hajtotta végre a Mosquitóval és a Vampire-ral az első repüléseket, és 1946-ban egy sugárhajtású DH.108 Swallow ölte meg, miközben hangsebességgel vagy annak közelében repült. Louise ezeket a haláleseteket követően idegösszeomlást kapott és 1949-ben meghalt. De Havilland 1951-ben újranősült, Joan Mary Frith (1900–1974) lett a felesége, aki férje haláláig a házastársa volt.

## A De Havilland-családfa
|  |  |                                          |                                          |                                          |  |  |                                     |                                     |                                     |                                     |  |  |  |  |  |  |  |  |  |  |  |  |  |                               |                               |                               |                               |  |  |                                  |
|  |  |                                          |                                          |                                          |  |  |                                     |                                     |                                     |                                     |  |  |  |  |  |  |  |  |  |  |  |  |  |                               |                               |                               |                               |  |  |                                  |
|  |  | Alice Jeannette (née Saunders) 1854–1911 | Alice Jeannette (née Saunders) 1854–1911 | Alice Jeannette (née Saunders) 1854–1911 |  |  | Rev. Charles de Havilland 1854-1920 | Rev. Charles de Havilland 1854-1920 | Rev. Charles de Havilland 1854-1920 | Rev. Charles de Havilland 1854-1920 |  |  |  |  |  |  |  |  |  |  |  |  |  | Walter de Havilland 1872-1968 | Walter de Havilland 1872-1968 | Walter de Havilland 1872-1968 | Walter de Havilland 1872-1968 |  |  | Lilian Fontaine (Ruse) 1886-1975 |
|  |  | Alice Jeannette (née Saunders) 1854–1911 | Alice Jeannette (née Saunders) 1854–1911 | Alice Jeannette (née Saunders) 1854–1911 |  |  | Rev. Charles de Havilland 1854-1920 | Rev. Charles de Havilland 1854-1920 | Rev. Charles de Havilland 1854-1920 | Rev. Charles de Havilland 1854-1920 |  |  |  |  |  |  |  |  |  |  |  |  |  | Walter de Havilland 1872-1968 | Walter de Havilland 1872-1968 | Walter de Havilland 1872-1968 | Walter de Havilland 1872-1968 |  |  | Lilian Fontaine (Ruse) 1886-1975 |
|  |  |                                          |                                          |                                          |  |  |                                     |                                     |                                     |                                     |  |  |  |  |  |  |  |  |  |  |  |  |  |                               |                               |                               |                               |  |  |                                  |

|                                                       |                                                       |                                                       |                                                       |  |                     |                     |                     |                     |  |  |                                             |                                             |                                             |                                             |  |                           |                           |                           |  |                                 |                                 |                                 |                                 |  |                           |                           |                           |  |  |                                    |                                    |                                    |                                    |  |  |                      |                      |                      |                      |                      |                      |                                                                         |
|                                                       |                                                       |                                                       |                                                       |  |                     |                     |                     |                     |  |  |                                             |                                             |                                             |                                             |  |                           |                           |                           |  |                                 |                                 |                                 |                                 |  |                           |                           |                           |  |  |                                    |                                    |                                    |                                    |  |  |                      |                      |                      |                      |                      |                      |                                                                         |
| Ivon Molesworth Charles Jordan de Havilland 1879-1905 | Ivon Molesworth Charles Jordan de Havilland 1879-1905 | Ivon Molesworth Charles Jordan de Havilland 1879-1905 | Ivon Molesworth Charles Jordan de Havilland 1879-1905 |  | Louise Thomas -1949 | Louise Thomas -1949 | Louise Thomas -1949 | Louise Thomas -1949 |  |  | Captain Sir Geoffrey de Havilland 1882-1965 | Captain Sir Geoffrey de Havilland 1882-1965 | Captain Sir Geoffrey de Havilland 1882-1965 | Captain Sir Geoffrey de Havilland 1882-1965 |  | Joan Mary Frith 1900-1974 | Joan Mary Frith 1900-1974 | Joan Mary Frith 1900-1974 |  | Hereward de Havilland 1894-1976 | Hereward de Havilland 1894-1976 | Hereward de Havilland 1894-1976 | Hereward de Havilland 1894-1976 |  | Marcus Goodrich 1897-1991 | Marcus Goodrich 1897-1991 | Marcus Goodrich 1897-1991 |  |  | Olivia Mary de Havilland 1916-2020 | Olivia Mary de Havilland 1916-2020 | Olivia Mary de Havilland 1916-2020 | Olivia Mary de Havilland 1916-2020 |  |  | Pierre Galante -1998 | Pierre Galante -1998 | Pierre Galante -1998 | Pierre Galante -1998 | Pierre Galante -1998 | Pierre Galante -1998 | Joan de Beauvoir de Havilland 1917-2013William McElroy Dozier 1908-1991 |
| Ivon Molesworth Charles Jordan de Havilland 1879-1905 | Ivon Molesworth Charles Jordan de Havilland 1879-1905 | Ivon Molesworth Charles Jordan de Havilland 1879-1905 | Ivon Molesworth Charles Jordan de Havilland 1879-1905 |  | Louise Thomas -1949 | Louise Thomas -1949 | Louise Thomas -1949 | Louise Thomas -1949 |  |  | Captain Sir Geoffrey de Havilland 1882-1965 | Captain Sir Geoffrey de Havilland 1882-1965 | Captain Sir Geoffrey de Havilland 1882-1965 | Captain Sir Geoffrey de Havilland 1882-1965 |  | Joan Mary Frith 1900-1974 | Joan Mary Frith 1900-1974 | Joan Mary Frith 1900-1974 |  | Hereward de Havilland 1894-1976 | Hereward de Havilland 1894-1976 | Hereward de Havilland 1894-1976 | Hereward de Havilland 1894-1976 |  | Marcus Goodrich 1897-1991 | Marcus Goodrich 1897-1991 | Marcus Goodrich 1897-1991 |  |  | Olivia Mary de Havilland 1916-2020 | Olivia Mary de Havilland 1916-2020 | Olivia Mary de Havilland 1916-2020 | Olivia Mary de Havilland 1916-2020 |  |  |                      |                      |                      |                      |                      |                      |                                                                         |
|                                                       |                                                       |                                                       |                                                       |  |                     |                     |                     |                     |  |  |                                             |                                             |                                             |                                             |  |                           |                           |                           |  |                                 |                                 |                                 |                                 |  |                           |                           |                           |  |  |                                    |                                    |                                    |                                    |  |  |                      |                      |                      |                      |                      |                      |                                                                         |

|  |  |                                    |                                    |                                    |                                    |  |                                     |                                     |                                     |                                     |  |                             |                             |                             |                             |  |  |  |  |  |  |  |  |  |                             |                             |                             |                             |  |                      |                      |                      |                      |  |  |  |                      |
|  |  |                                    |                                    |                                    |                                    |  |                                     |                                     |                                     |                                     |  |                             |                             |                             |                             |  |  |  |  |  |  |  |  |  |                             |                             |                             |                             |  |                      |                      |                      |                      |  |  |  |                      |
|  |  | Peter Jason de Havilland 1913-1977 | Peter Jason de Havilland 1913-1977 | Peter Jason de Havilland 1913-1977 | Peter Jason de Havilland 1913-1977 |  | Geoffrey de Havilland Jr. 1910-1946 | Geoffrey de Havilland Jr. 1910-1946 | Geoffrey de Havilland Jr. 1910-1946 | Geoffrey de Havilland Jr. 1910-1946 |  | John de Havilland 1918-1943 | John de Havilland 1918-1943 | John de Havilland 1918-1943 | John de Havilland 1918-1943 |  |  |  |  |  |  |  |  |  | Benjamin Goodrich 1949-1991 | Benjamin Goodrich 1949-1991 | Benjamin Goodrich 1949-1991 | Benjamin Goodrich 1949-1991 |  | Gisèle Galante 1956- | Gisèle Galante 1956- | Gisèle Galante 1956- | Gisèle Galante 1956- |  |  |  | Deborah Leslie 1949- |
|  |  | Peter Jason de Havilland 1913-1977 | Peter Jason de Havilland 1913-1977 | Peter Jason de Havilland 1913-1977 | Peter Jason de Havilland 1913-1977 |  | Geoffrey de Havilland Jr. 1910-1946 | Geoffrey de Havilland Jr. 1910-1946 | Geoffrey de Havilland Jr. 1910-1946 | Geoffrey de Havilland Jr. 1910-1946 |  | John de Havilland 1918-1943 | John de Havilland 1918-1943 | John de Havilland 1918-1943 | John de Havilland 1918-1943 |  |  |  |  |  |  |  |  |  | Benjamin Goodrich 1949-1991 | Benjamin Goodrich 1949-1991 | Benjamin Goodrich 1949-1991 | Benjamin Goodrich 1949-1991 |  | Gisèle Galante 1956- | Gisèle Galante 1956- | Gisèle Galante 1956- | Gisèle Galante 1956- |  |  |  |                      |

## Posztumusz
1975-ben Peter és Anne de Havilland újra kiadta de Havilland 1961-ben megjelent önéletrajzát, a Sky Fevert (Égi láz). Az eredetit Hamis Hamilton publikálta.

## Fordítás
- Ez a szócikk részben vagy egészben  a   Geoffrey de Havilland című angol Wikipédia-szócikk ezen változatának fordításán alapul.  Az eredeti cikk szerkesztőit annak laptörténete sorolja fel. Ez a jelzés csupán a megfogalmazás eredetét és a szerzői jogokat jelzi, nem szolgál a cikkben szereplő információk forrásmegjelöléseként.